# Voltastraße (Berlin)

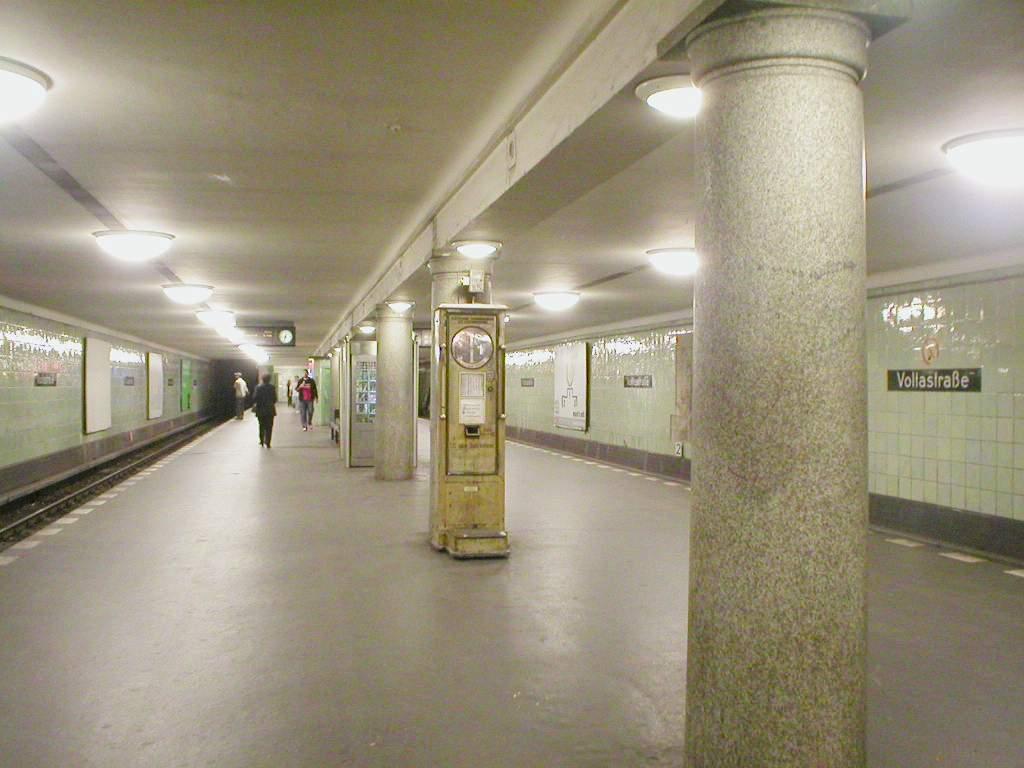
U-Bahnhof Voltastraße

Die Voltastraße  ist eine Straße im Berliner Ortsteil Gesundbrunnen des Bezirks Mitte.
Die Straße ist seit 1896 nach dem italienischen Physiker Alessandro Volta (1745–1827) benannt, der Professor in Padua war und die ersten galvanischen Elemente (Voltasche Säule) und das Elektroskop erfand. Die Straße verläuft zwischen Brunnenstraße und Hussitenstraße; die Wattstraße und die Jasmunder Straße münden in der Voltastraße.
Unter der Voltastraße verläuft im Bereich zwischen der Jasmunder Straße und der Hussitenstraße der sogenannte Versuchstunnel, ab 1895 verkehrte dort eine elektrische Bahn zwischen zwei Betriebsteilen der AEG unterirdisch. Dieser Versuchstunnel gilt als die erste U-Bahn in Berlin.
Von 1895 bis 1941 wurden verschiedene Fabrikgebäude der Firma AEG errichtet, die von der Voltastraße, der Brunnenstraße, der Hussitenstraße und der Gustav-Meyer-Allee umschlossen werden. Die älteren Hallen wurden im typischen Stil der Gründerzeit ausgeführt. Später wurden sie umgebaut und dem Ensemble wurden neue Gebäude hinzugefügt. In den 1940er Jahren wurden die Anlagen noch einmal erweitert. Das gesamte Gelände steht heute unter Denkmalschutz. Die Gewerbesiedlungs-Gesellschaft (GSG) hat 1984 die Gebäude gekauft und umfassend saniert. 1983 wurde in den alten AEG-Gemäuern das Innovations- und Gründerzentrum (BIG) eröffnet, das erste Gründerzentrum Deutschlands, 1985 folgte der Technologie- und Innovationspark Berlin (TIB). Auf dem Gelände befinden sich die Produktionsräume von Deutsche Welle-TV – zuvor RIAS-TV und ALEX Offener Kanal Berlin.
Unter der Brunnenstraße befindet sich der U-Bahnhof Voltastraße der U8. Er wurde bereits 1914/1915 durch die AEG-Schnellbahn-A.G. erbaut, aber erst 1930 durch die BVG in Betrieb genommen.